# Hollum
Hollum è un villaggio situato sull'isola olandese di Ameland, una delle Isole Frisone della provincia della Frisia.
Si trova sul Borndiep ed è l'insediamento più ad ovest dei quattro villaggi sull'isola di Ameland. Avendo 1 100 abitanti è anche il villaggio più popoloso di Ameland.

## Attrazioni
Hollum ha 53 monumenti nazionali protetti (Rijksmonument). Inoltre parte di Hollum è zona protetta e fa parte delle città e villaggi protetti in Frisia. Ad Herenweg vi è anche il museo di storia e culturale "Museum Sorgdrager".

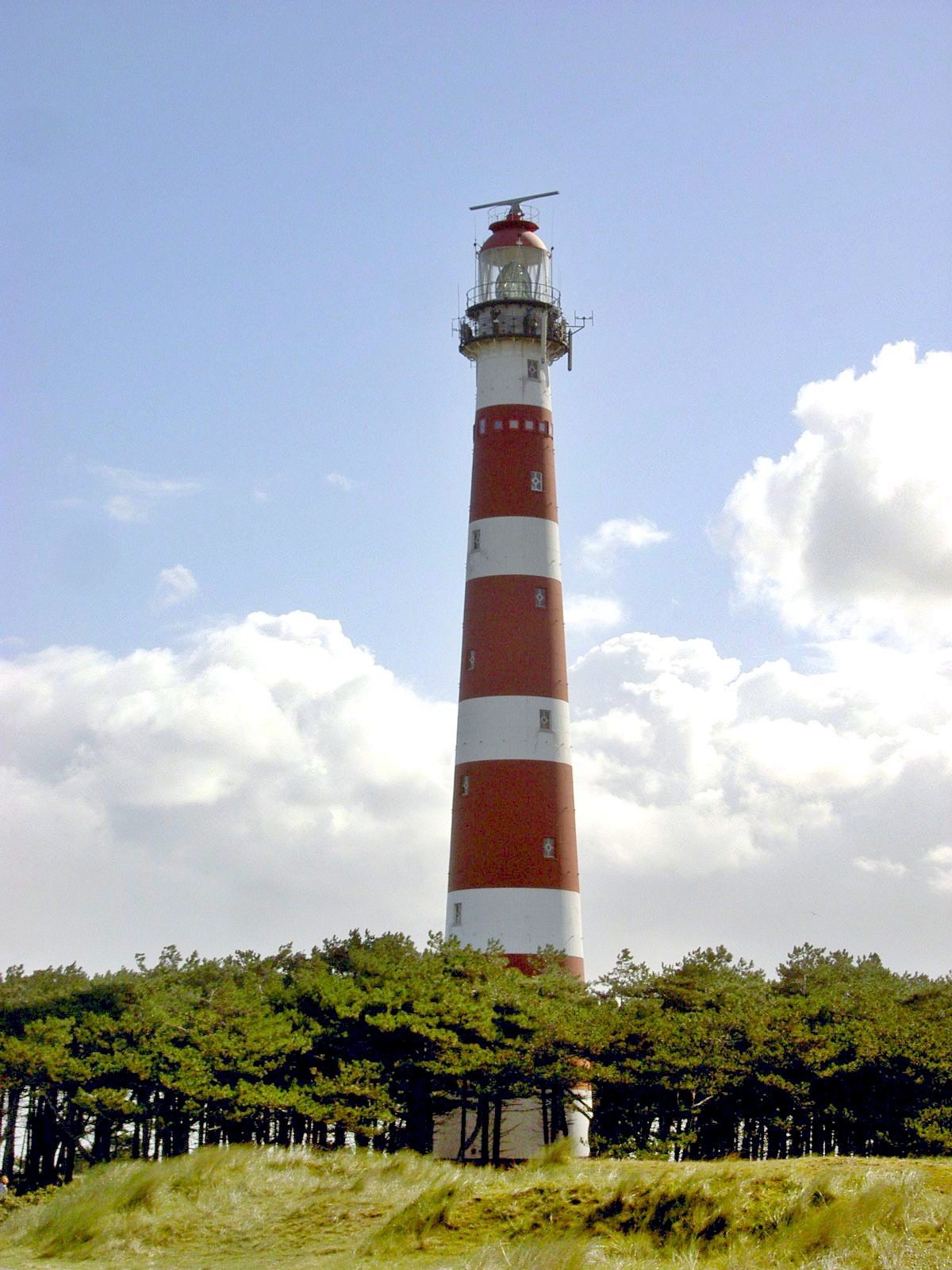
Bornrif
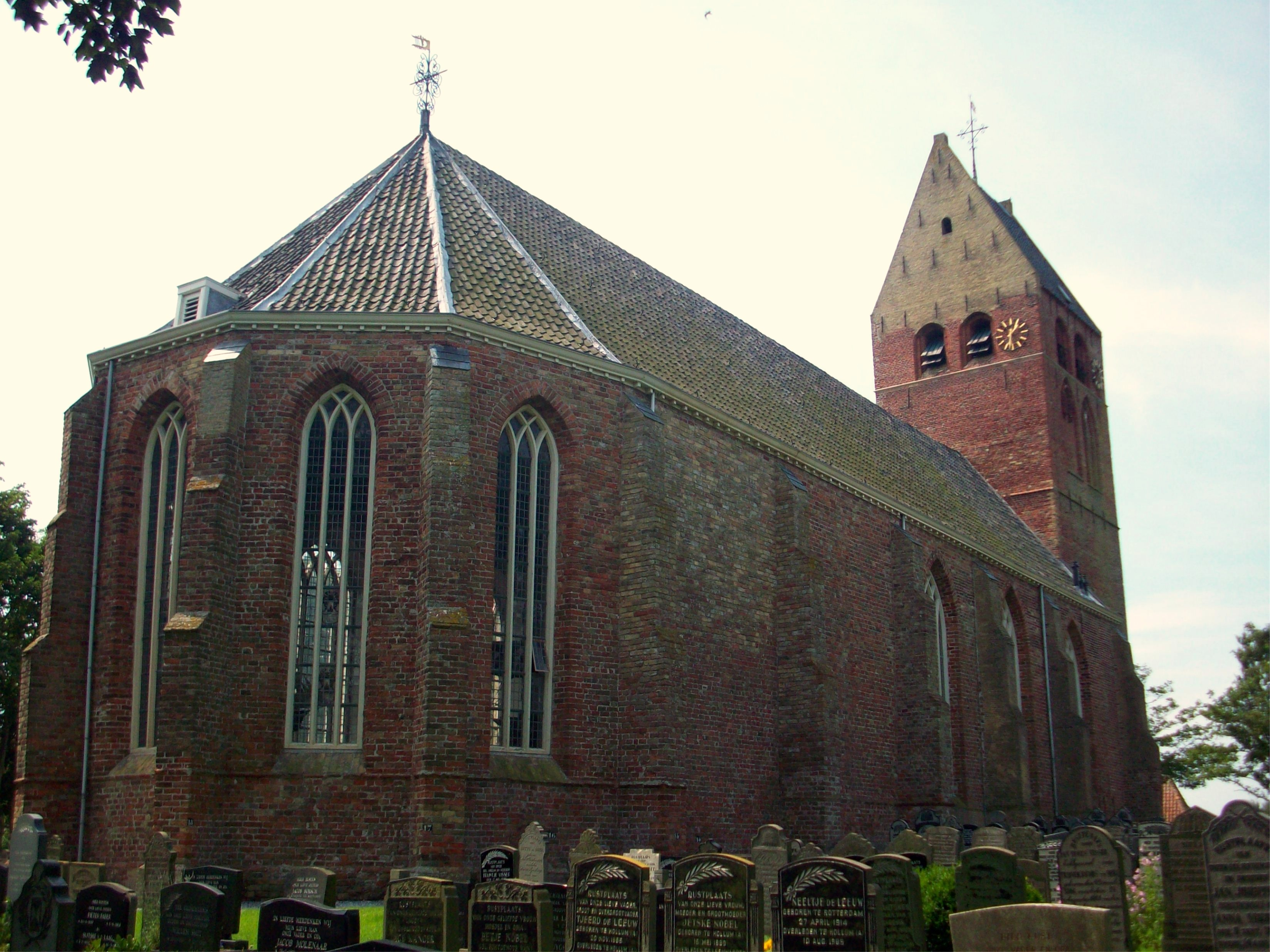
Sint-Magnuskerk
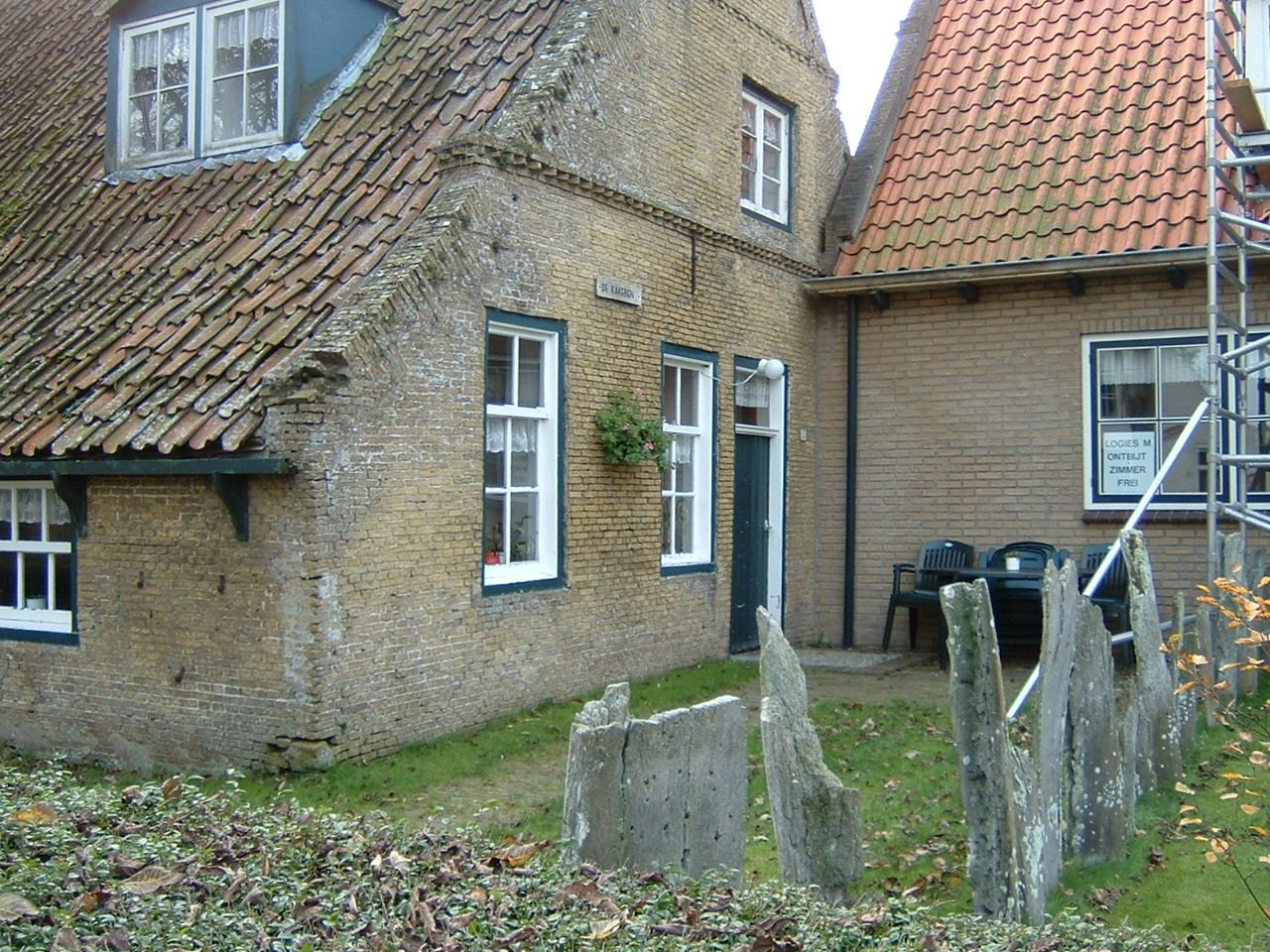
Casa del capitano di Hollum

## Sport
- SC Amelandia, club sportivo

## Società

### Evoluzione demografica
| 1999 | 2002 | 2003 | 2004 | 2007 | 2012 |
| ---- | ---- | ---- | ---- | ---- | ---- |
| 1250 | 1308 | 1288 | 1296 | 1400 | 1165 |